# Gibsonton
Gibsonton is een plaats (census-designated place) in de Amerikaanse staat Florida, en valt bestuurlijk gezien onder Hillsborough County.

## Demografie
Bij de volkstelling in 2000 werd het aantal inwoners vastgesteld op 8752.

## Geografie
Volgens het United States Census Bureau beslaat de plaats een oppervlakte van
35,5 km², waarvan 33,3 km² land en 2,2 km² water. Gibsonton ligt op ongeveer 3 m boven zeeniveau.

## Plaatsen in de nabije omgeving
De onderstaande figuur toont nabijgelegen plaatsen in een straal van 16 km rond Gibsonton.